# Dino Emanuelli
Dino Emanuelli, all'anagrafe Bernardino Emanuelli (Genova, 15 giugno 1931 – Camogli, 14 giugno 2017), è stato un attore e autore televisivo italiano.

## Biografia
Nato a Genova ma cresciuto nell'albergo dei nonni nelle Valli di Lanzo, Dino Emanuelli verso la fine degli anni cinquanta si diploma all'istituto nautico e non appena terminati gli studi, intraprende la carriera marinaresca; fino agli anni settanta è capitano di lungo corso sulle navi mercantili e fra i primi a creare le navi da crociera. 
Trasferitosi a Roma, intraprende una carriera cinematografica e televisiva, diventando un autore e un attore caratterista. Attivo dagli anni settanta, il periodo recitativo di Emanuelli si appanna intorno alla prima metà degli anni ottanta, quando le sue apparizioni cinematografiche diventano sempre più sporadiche; probabilmente uno dei pochi ruoli di rilievo è quello del preside in L'insegnante va in collegio, in cui è lo zio della protagonista interpretata dall'attrice Edwige Fenech.
Nel 1982 la Rai invita Dino Emanuelli a condurre su Radio 1 Onda Verde Combinazione Musicale che sotto la sua conduzione diventa Onda Verde Mare e fa registrare buoni ascolti. Nel 1994 è l'ideatore di Lineablu, il primo programma dedicato a raccontare il mare a cadenza settimanale, in onda il sabato su Rai 1. Nel 2001 crea Navigare informati, dedicato alla sicurezza in mare per i diportisti, con il coinvolgimento e la presenza in video degli ufficiali della Guardia Costiera. Il programma va tuttora in onda sulle reti Mediaset.
Dino Emanuelli fu ideatore e consulente per il programma Pianeta Mare (in onda la domenica su Rete 4); inoltre ha pubblicato cinque libri. In Cento donne sotto coperta racconta la propria esperienza di ufficiale della Marina Mercantile nella vicenda dell'emigrazione italiana verso le Americhe, in I figli delle nuvole, per ragazzi, sviluppa i temi dell'ecologia e del rispetto dell'ambiente.
È deceduto il 14 giugno 2017, un giorno prima di compiere 86 anni, presso la casa di riposo per gente di mare di Camogli dove risiedeva già da alcuni anni; struttura finanziata dall'Inps e interamente dedicata a chi ha navigato sulle navi.

## Filmografia

### Cinema
- Un uomo, una città, regia di Romolo Guerrieri (1974)
- Furia nera, regia di Demofilo Fidani (1975)
- Fantozzi, regia di Luciano Salce (1975)
- Di che segno sei?, regia di Sergio Corbucci (1975)
- Morte sospetta di una minorenne, regia di Sergio Martino (1975)
- Il letto in piazza, regia di Bruno Gaburro (1976)
- Quelli della calibro 38, regia di Massimo Dallamano (1976)
- Il secondo tragico Fantozzi, regia di Luciano Salce (1976)
- Donna... cosa si fa per te, regia di Giuliano Biagetti (1976)
- L'affittacamere, regia di Mariano Laurenti (1976)
- Charleston, regia di Marcello Fondato (1977)
- La soldatessa alla visita militare, regia di Nando Cicero (1977)
- Tre tigri contro tre tigri, regia di Steno e Sergio Corbucci (1977)
- Pane, burro e marmellata, regia di Giorgio Capitani (1977)
- L'insegnante va in collegio, regia di Mariano Laurenti (1978)
- Zio Adolfo in arte Führer, regia di Castellano e Pipolo (1978)
- L'insegnante viene a casa, regia di Michele Massimo Tarantini (1978)
- Come perdere una moglie e trovare un'amante, regia di Pasquale Festa Campanile (1978)
- John Travolto... da un insolito destino, regia di Neri Parenti (1979)
- Uno sceriffo extraterrestre... poco extra e molto terrestre, regia di Michele Lupo (1979)
- Il malato immaginario, regia di Tonino Cervi (1979)
- Ciao marziano, regia di Pier Francesco Pingitore (1980)
- Qua la mano, regia di Pasquale Festa Campanile (1980)
- Zucchero, miele e peperoncino, regia di Sergio Martino (1980)
- Prestami tua moglie, regia di Giuliano Carnimeo (1980)
- Il casinista, regia di Pier Francesco Pingitore (1980)
- Il turno, regia di Tonino Cervi (1981)
- Gian Burrasca, regia di Pier Francesco Pingitore (1982)
- Infelici e contenti, regia di Neri Parenti (1992)

### Televisione
- La bufera, regia di Edmo Fenoglio – miniserie TV, episodio 2 (1975)
- Qui squadra mobile – serie TV, episodio 2x03 (1976)
- Jazz band, regia di Pupi Avati – miniserie TV, episodio 1 (1978)
- Una donna senza importanza, regia di Luigi Bonori – film TV (1982)
- Il maresciallo Rocca – serie TV, episodio 2x02 (1998)

## Doppiatori italiani
- Manlio De Angelis in Tre tigri contro tre tigri, L'insegnante viene a casa, L'insegnante va in collegio
- Gianfranco Bellini in L'affittacamere, Zio Adolfo in arte Führer
- Piero Tiberi in Charleston, Come perdere una moglie e trovare un amante
- Vittorio Stagni in Fantozzi, Il secondo tragico Fantozzi
- Antonio Guidi in Di che segno sei?
- Max Turilli in La soldatessa alla visita militare
- Franco Latini in John Travolto... da un insolito destino
- Paolo Lombardi in Gian Burrasca

## Opere
- In crociera siamo tutti capitani, prefazione di Folco Quilici, 1968
- Cento donne sotto coperta, 1979
- Benvenuti a bordo. Guida pratica per il crocierista, prefazione di Ruggero Orlando, 1981
- Timone al centro... e spera in Dio, 1983
- I figli delle nuvole, 1990